# وارتگس تئوکلیان
وارتگس هاروتیونی تئوکلیان (ارمنی: Վարդգես Հարությունի Թևեքելյան؛ [] Error: {{Lang-xx}}: فاقد متن (راهنما) زادهٔ ۴ ژانویهٔ ۱۹۰۲ - درگذشته ۸ ژوئن ۱۹۶۹)، نویسنده ارمنی بود.

## زندگی‌نامه
وی در ۴ ژانویهٔ ۱۹۰۲ در شبین قره‌حصار به دنیا آمد. تئوکلیان از نجات‌یافتگان نسل‌کشی ارمنی‌ها ۱۹۱۵ توسط ترکان عثمانی می‌باشد؛ و در سال ۱۹۳۲ از مؤسسه مردمان شرقی مسکو فارغ‌التحصیل شد. وی همچنین برندهٔ جوایزی همچون نشان پرچم سرخ کار در سال ۱۹۶۲ و ۱۹۶۷ شده‌است. وی در ۸ ژوئن ۱۹۶۹ در سن ۶۷ سالگی در مسکو درگذشت و در گورستان ارامنه مسکو به خاک سپرده شد.

## آثار
وی آثار خویش را به زبان روسی می‌نگاشت.
- «Կյանքը՝ ինչպես որ կա» (۱۹۵۰)
- «Կյանքը սկսվում է նորից» (۱۹۵۱, հայկական հրատարակությունը՝ ۱۹۵۵)
- «Երբ հորդում են գետերը» (۱۹۵۶)
- «Մոսկվա գետից այն կողմ» (جلد ۱–۲, ۱۹۶۰–۱۹۶۶)
- «Երկու ճակատագիր» (հայկական հրատարակությունը՝ ۱۹۶۱)
- «Գրանիտը չի հալվում» (۱۹۶۲, հայկական հրատարակությունը՝ ۱۹۶۶)
- «Պարոն Կոչեկի ռեկլամի բյուրոն» (۱۹۶۷, հայկական հրատարակությունը՝ ۱۹۸۴)